# Rock chrétien
Pour l'épisode de South Park, voir Rock chrétien (South Park).
Sous-genres
Punk rock chrétien,
 Rock alternatif chrétien
Genres dérivés
Musique chrétienne contemporaine
Genres associés
Hardcore chrétien,
 Metal chrétien,
 hip-hop chrétien
Le rock chrétien est une forme de musique rock interprétée par des artistes et des groupes chrétiens et qui fait référence à des thèmes liés à la foi chrétienne. La plupart des groupes chrétiens sont liés aux labels de musique chrétienne contemporaine, mais certains artistes sont indépendants.

## Définitions
Il y a plusieurs définitions de ce qui qualifie un groupe de «rock chrétien». Les groupes de rock chrétiens qui expriment explicitement leurs croyances et utilisent l'imagerie religieuse dans leurs textes, comme Servant, Third Day et Petra, ont tendance à être considérés comme faisant partie de l'industrie de la musique chrétienne contemporaine (CCM).
D'autres groupes jouent de la musique influencée par leur foi ou contenant des images chrétiennes, mais considèrent leur public comme le grand public. Par exemple, Bono de U2 combine de nombreux éléments de spiritualité et de foi dans ses paroles, mais le groupe n'est pas directement étiqueté comme un groupe de «rock chrétien». Ces groupes sont parfois rejetées par la scène rock CCM et peuvent rejeter spécifiquement l'étiquette CCM.
Les artistes rock, tels que Switchfoot, ne prétendent pas être des «groupes chrétiens», mais incluent des membres qui professent ouvertement être chrétiens ou qui peuvent parfois inclure la pensée chrétienne, l'imagerie, les écritures ou d'autres influences dans leur musique. Certains de ces groupes, comme Creed ont joué du contenu plutôt spirituel dans musique et ont été largement considérés comme un «groupe chrétien» par les médias populaires. Certains groupes rejettent l'étiquette parce qu'ils ne souhaitent pas attirer exclusivement des fans chrétiens, ou parce qu'ils ont été identifiés avec un autre genre musical particulier, tel que le heavy metal ou l'indie rock.
Certains groupes peuvent expérimenter des styles musicaux plus typé. À partir des années 1990 et 2000, Le metal chrétien et punk chrétien ont été beaucoup plus largement acceptés dans milieux chrétien. Beaucoup de ces groupes sont sur des labels de disques à prédominance chrétienne comme Tooth and Nail Records, Facedown Records ou Solid State Records.

## Histoire

### Origines et réponse chrétienne à la musique rock (1950-1960)
La musique rock n'est pas favorablement considérée comme représentative des fondements chrétiens traditionnels lorsqu'elle se popularise dans les années 1950 . Elle rencontre une opposition des églises pour ses thèmes mondains et le style de vie débridé de ses artistes. Il y a toutefois des exceptions, dont Elvis Presley un chrétien évangélique membre des Assemblées de Dieu qui a enregistré en 1957 un extended play de la chanson gospel Peace in the Valley ,.
Dans les années 1960, le rock se développe d'une manière fulgurante, se popularise à l'international, et devient la proue, l'incarnation de la contre-culture radicale, bien souvent opposée aux dogmes chrétiens et aux Eglises. En 1966, The Beatles, considéré comme le groupe rock le plus influent de cette époque, s'implique dans une polémique chez certains fans américains. En effet, John Lennon (l'un des fondateurs des Beatles) s'est pris à dire que le christianisme était en train de mourir et que les Beatles « étaient désormais plus célèbres que Jésus,. ». Ces propos entraînant alors de vives réactions de la part d'Églises du monde entier.

### Racines (1960-1980)
The Crusaders, un groupe de garage rock californien, dont l'album publié en novembre 1966 par le label Tower Records intitulé Make a Joyful Noise with Drums and Guitars, est considéré comme l'un des premiers du genre gospel rock ou même « le premier du genre rock chrétien » ; en parallèle, Mind Garage est considéré comme « sans doute le premier groupe du genre » avec son album publié en 1969 Electric Liturgy.
Larry Norman, souvent considéré comme le « fondateur de la musique rock chrétienne » et par la suite comme « le grand-père de la musique rock chrétienne » qui, en publiant en 1969 Upon This Rock, « le premier album commercial de rock sur Jésus », se popularise chez les chrétiens (en particulier les fondamentalistes). L'une de ses chansons, Why Should the Devil Have All the Good Music? représente son attitude et sa quête dans le lancement du rock chrétien. Une reprise du thème de Larry Norman I Wish We'd All Been Ready apparaît dans le film évangélique A Thief in the Night et dans l'album chrétien de Cliff Richard intitulé Small Corners. Un autre pionnier du rock, Randy Stonehill, fait paraître son premier album en 1971 Born Twice,.

### Depuis les années 1990
Les années 1990 ont vu une explosion de rock chrétien.
Beaucoup de groupes populaires chrétiens des années 1990 ont été initialement identifiés comme "rock alternatif chrétien", incluant Jars of Clay, Newsboys, Audio Adrenaline et les derniers albums de DC Talk. En dehors des pays anglophones, des groupes comme Oficina G3 (Brésil) et The Kry (Québec, Canada) ont obtenu un certain succès. À ce jour Delirious a été l'un des groupes avec le plus de succès au Royaume-Uni.

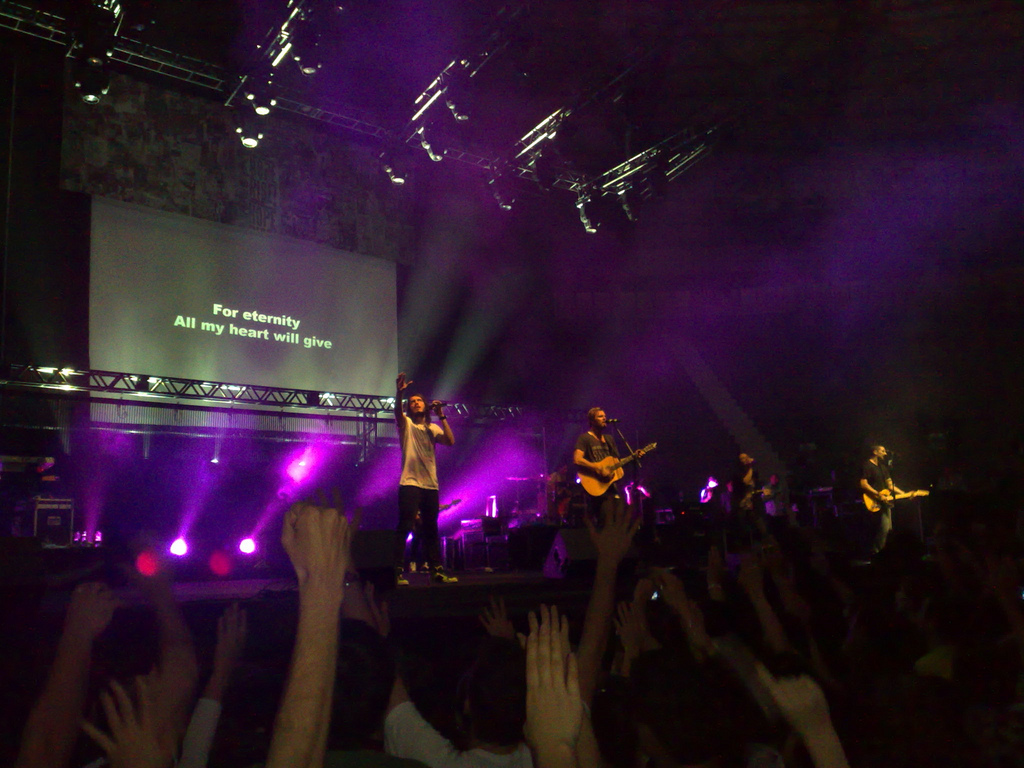
Concert d’Hillsong United au Brésil, en 2009

À la fin des années 1990 et au début des années 2000, vois le succès d'artistes d'inspiration chrétienne tels que Skillet, Thousand Foot Krutch, Decyfer Down, Underoath, Kutless, Disciple, P.O.D., Switchfoot, Relient K RED ou encore Fireflight. 
Il existe aussi des groupes catholiques tels que Critical Mass. Certains groupes de rock chrétiens orthodoxes de l'Est, la plupart originaires de Russie, ont commencé à se produire à la fin des années 1980 et 1990. Alisa et Black Coffee sont crédités comme les exemples les plus importants. Les paroles chrétiennes orthodoxes de ces groupes se chevauchent souvent avec des chansons historiques et patriotiques sur l'ancienne Rus'.
Selon une étude de Worship Leader Research publiée en 2023, parmi les 25 licences de chansons les plus populaires utilisées par les églises entre 2010 et 2020, presque 100% proviennent de 3 groupes de musique de megachurches; Hillsong Worship (Hillsong Church basée à Sydney, en Australie), Bethel Music (Bethel Church basée à Redding, en Californie) et Elevation Worship (Elevation Church basée à  Matthews, en Caroline du Nord) ,,.

## Rock francophone
En France et en Suisse, certains artistes ont  émergé ces dernières années. Citons Matt Marvane, Philippe Decourroux et le groupe Sens unique.
Au Canada, il y a les artistes Dan Luiten, Andréanne Lafleur, Luc Dumont et le groupe Impact.